# Nederlands Genootschap van Bibliofielen
Het Nederlands Genootschap van Bibliofielen (NGB) is een vereniging van liefhebbers en verzamelaars van boeken. Zij heeft als doel het bevorderen van de liefde voor en de kennis van het boek in het Nederlandse cultuurgebied.
Het lidmaatschap van het NGB gaat via introductie. De belangstelling van de leden gaat van mooie, zeldzame of interessante boeken tot middeleeuwse handschriften en vroege drukken tot moderne bibliofiele uitgaven. 

## Geschiedenis
In mei 1989 legden antiquariaathouder Nico Israel, particulier verzamelaar Tijman en bibliothecaris Jan Storm van Leeuwen de kiem van een vereniging van boekliefhebbers in Nederland. Na de formatie van een voorlopig bestuur in 1990 werd op 20 oktober met een vijftigtal geïnteresseerden in de Koninklijke Bibliotheek te Den Haag besloten tot oprichting van een bibliofiel genootschap. Het eerste bestuur bestond uit voorzitter G.J. Jaspers, penningmeester M.J. Roos, J. Storm van Leeuwen, secretaris en de bestuursleden A.T. Folmer-von Oven en A.J. Tijman. In april 1991 was de eerste jaarvergadering in de Universiteitsbibliotheek van Amsterdam. 

## Activiteiten
Bij de activiteiten worden hoogwaardige boeken en boekencollecties bekeken. Er is aandacht boeken in relatie tot hun cultuurhistorische context. De activiteiten vinden tweemaal per jaar plaats in de vorm van een lezing of congres. Eenmaal per jaar wordt een excursie gehouden.

### Tentoonstellingen
Gehouden exposities: 
- 1993: Verzameld Verlangen in de Koninklijke Bibliotheek Den Haag (meer over de verschenen catalogus daarbij)
- 2003: Reis in drukken in de Universiteitsbibliotheek Amsterdam.
- 2011: Uit de schaduw. 20 jaar Nederlands Genootschap van Bibliofielen[1]

### Jaarboeken
Vanaf 1993 verschijnen Jaarboeken met bijdragen op het gebied van de boekgeschiedenis. Naast verslagen is een vast onderdeel het artikel Boek van het Jaar:
- 2015 Veertig plus (2015)
- 2014 Bibliotheca Furliana (1714)
- 2013 Hortus Eystettensis (1613)
- 2012 Honderd jaren Insel-Bücherei (1912)
- 2011 Lof der Zotheid van Desiderius Erasmus (1511)
- 2010 Tristan en Isolde van Gottfried von Straßburg (1210)
- 2009 Der Zwiebelfisch, eine kleine Zeitschrift für Buchwesen und Typographie van Hans von Weber (1909)
- 2008 De historie vanden vier Heemskinderen gedrukt door Jan Seversoen (1508)
- 2007 Toneel. Der loflijcke Schrijfpen Ten dienste vande Constbeminnende Jeucht van Maria Strick (1607)
- 2006 Van oude menschen de dingen die voorbijgaan van Louis Couperus (1906)
- 2005 Typenrepertorium der Wiegendrucke van Konrad Haebler (1905)
- 2004 Cijfferinghe van Willem Bartjens (1604)
- 2003 Kunst en Maatschappij van William Morris verzorgd door S.H. de Roos (1903)
- 2002 Dictionnaire raisonnée de bibliologie van E-G. Peignot (1802)
- 2001 Gysbrecht van Aemstel van Vondel in de prachteditie van Derkinderen (1901)
- 2000 Historie des Ouden en Nieuwen Testaments van Pieter Mortier (1700)
- 1999 Hypnerotomachia Poliphili van Francesco Colonna (1499)
- 1998 Apocalipsis cum figuris van Albrecht Dürer (1498)
- 1997 History of British Birds, the figures engraved on wood by Thomas Bewick (1797)
- 1996 The Works of Geoffrey Chaucer van William Morris (1896)
- 1995 Atlas van Gerard Mercator (1595)
- 1994 Das Narrenschiff van Sebastian Brandt (1494)
- 1993 Liber Chronicarum van Hartmann Schedel (1493)

### Overige publicaties
- 2011 Uit de schaduw: twintig jaar Nederlands Genootschap van Bibliofielen. Amsterdam, De Buitenkant, 2011.
- 2003 Reis in drukken: uit de verzamelingen van de leden van het Nederlands Genootschap van Bibliofielen. Amsterdam, De Buitenkant, 2003.
- 1993 Verzameld verlangen: het Nederlands Genootschap van Bibliofielen exposeert uit het bezit van leden. Den Haag: Koninklijke Bibliotheek, 1993.